# Rayon de marée
Pour les articles homonymes, voir Rayon et Marée.
En astronomie, le rayon de marée désigne la taille au-delà de laquelle les effets de marée sont susceptibles de disloquer un objet céleste donné. En pratique, le terme de rayon de marée est utilisé en physique galactique pour désigner l'extension maximale que peut avoir un objet céleste de taille modeste en orbite autour d'un objet plus gros. Cela concerne en particulier les amas globulaires et les galaxies naines quand ces dernières sont à proximité immédiate d'une galaxie plus grosse.

## Historique
Le concept de rayon de marée est essentiellement l'application de celui de limite de Roche appliqué à l'échelle galactique. La limite de Roche, dénommée ainsi à la suite des travaux de l'astronome français Édouard Roche, désigne la distance d'approche minimale que peut avoir un corps gravitationnellement lié sans être disloqué par le champ gravitationnel d'un corps plus massif. La principale différence entre limite de Roche et rayon de marée est que dans le premier cas l'on calcule la distance minimale d'approche de l'objet peu massif supposant sa taille fixée (par sa structure interne), alors que dans le second on calcule quelle est la taille de l'objet après que ses éventuelles couches externes lui ont été arrachées à la suite d'un passage trop rapproché d'un corps plus massif.
Cependant, l'étude de la structure de notre Galaxie ayant démarré bien après les travaux d'Édouard Roche (vers 1850), ce n'est que bien après que ses conclusions y ont été appliquées. C'est S. Von Hoerner qui en 1957, soit plus d'un siècle après Roche, a le premier défini le concept de rayon de marée.

## Formule
Un calcul classique dû à Ivan R. King indique que la distance maximale rlim dont une étoile peut sans risque s'éloigner du centre d'un amas globulaire de masse Ma situé au voisinage d'une galaxie de masse Mg suivant une orbite d'excentricité e le faisant s'approcher au plus près à une distance Rp de cette dernière est donnée par
{\displaystyle r_{\rm {lim}}=R_{\rm {p}}\left({\frac {M_{\rm {a}}}{(3+e)M_{\rm {g}}}}\right)^{\frac {1}{3}}}.
Les amas globulaires étant par ailleurs sur des orbites relativement allongées, on prend souvent par convention la valeur de 0,5 pour l'excentricité, ce qui donne la formule fréquemment employée de
{\displaystyle r_{\rm {lim}}\simeq R_{\rm {p}}\left({\frac {M_{\rm {a}}}{3,\!5M_{\rm {g}}}}\right)^{\frac {1}{3}}}.
Si la première formule est plus exacte que la seconde, cette dernière n'est que très rarement insuffisante pour les calculs du fait que l'exposant 1/3 de la formule rend l'écart entre la vraie valeur utilisant 3 + e et la valeur canonique de 3,5 très faible finalement. Cette situation est sans surprise semblable à celle de la limite de Roche qui fait intervenir le rapport des densités des deux corps (planète et satellite naturel par exemple) à la puissance 1/3, ce qui rend peu important pour la valeur de la limite le rapport exact de ces deux densités.

## Référence
- (en) Ivan R. King, The structure of star clusters. I. an empirical density law, The Astronomical Journal, 67, 471-485 (1962) Voir en ligne.

## Note
1. ↑  (en) S. von Hoerner, Internal structure of globular clusters, The Astrophysical Journal, 125, 451-469 (1957) Voir en ligne.